# Olof Olai Westman
Olof Olai Westman, född 23 februari 1750 i Göteborg, död 14 december 1811 i Skara, var en svensk präst och vitterhetsidkare.

## Biografi
Olof Westman föddes 1750 i Göteborg. Han var son till rådmannen Olof Westman och Christina Juliana Sirenius. Westman blev 1763 student vid Göteborgs gymnasium och 1767 vid Uppsala universitet. Han blev 1801 domprost i Skara, tillträdde samma år och var riksdagsman vid riksdagen 1810. Westman blev 1811 ledamot av Nordstjärneorden. Han avled 1811.

### Familj
Westman gifte sig 1791 med Brita Maria Petersson (död 186´53), dotter till postmästaren Claes Petersson i Uddevalla. De fick tillsammans barnen Christina Westman som var gift med löjtnanten Fridolf Björnberg och majoren Axel Mathias Björnberg och Adéle Westman (född 1804) som var gift med kyrkoherden J. Sundblad i Fröjereds församling.

## Bibliograf
- Tal, predikningar och skaldestycken.